# Peponium
Peponium é um género botânico pertencente à família Cucurbitaceae.

## Espécies
| - Peponium adpressipilosum - Peponium betsiliense - Peponium boivinii | - Peponium bojerii - Peponium bracteatum - Peponium caledonicum |

1. ↑  «Peponium — World Flora Online». www.worldfloraonline.org. Consultado em 19 de agosto de 2020